# 保罗·赫希
保罗·赫希（英語：Paul Hirsch，1945年11月14日—）是一位出生于美国纽约市的电影剪辑师。从哥伦比亚大学毕业后，他开始剪辑师生涯。在20世纪60年代末，他被介绍给了当时尚未成名的导演布莱恩·德·帕尔玛。他们的合作了11部故事片。1978年，他因《星球大战》赢得了奥斯卡金像奖最佳剪接奖。